# Butterfly (L'Arc-en-Ciel)
Butterfly è il dodicesimo album del gruppo giapponese L'Arc~en~Ciel. È stato pubblicato l'8 febbraio 2012 in due versioni: regolare e limitata, con quest'ultima contenente l'album del gruppo alter ego P'unk-en-Ciel intitolato P'unk Is Not Dead, ed un DVD. L'album è stato inoltre pubblicato in vari mercati europei, partendo dal 5 marzo 2012 nel Regno Unito e finendo con il 17 marzo in Spagna e Polonia.
Essendo il primo album in studio del gruppo da quattro anni, il disco contiene tutti e sei i singoli pubblicati fra il 2008 ed il 2011. Butterfly ha debuttato alla prima posizione della classifica Oricon degli album più venduti in Giappone, vendendo oltre 170 000 copie nella prima settimana.

## Tracce
1. Chase - 4:27
2. X X X - 4:05
3. Bye Bye - 3:36
4. Good Luck My Way -Butterfly Ver.- - 4:38
5. Bless - 4:57
6. Shade of Season - 4:11
7. Drink It Down - 4:07
8. Wild Flower - 5:22
9. Shine - 4:05
10. Nexus 4 - 3:52
11. Mirai Sekai (未来世界) - 3:19